# The Movies: Stunts & Effects
The Movies: Stunts & Effects, lansat pe 6 iunie 2006, este primul și singurul pachet de expansiune al jocului The Movies. Acesta a adăugat cascadori și noi efecte speciale, precum și abilitatea de a controla unghiurile din care filmează camera. Varianta de Mac a fost dezvoltată de Robosoft Technologies, publicată de Feral Interactive și lansată la Macworld 2008.

## Legături externe
- [http://www.feralinteractive.com/game/stuntsandeffects%5Bnefuncțională+–+%5D The Movies: Stunts and Effects la Feral Interactive]